# Идол из Дриссы
"И́дол из Дри́ссы" — деревянное изваяние, найденное в Белоруссии, в реке Дрисса, в августе 2011 года.

## История
Идол был поднят 12 августа аквалангистами минского клуба «Капитан Морган», до этого было разведочное погружение. После представления СМИ, идол был упакован в плёнку, для предотвращения высыхания, и отвезён в Институт истории Академии наук в Минске для консервации и установления возраста.

## Локализация
Найден на территории Краснопольского сельисполкома Россонского района, Витебской области, недалеко от деревень Краснополье и Амосенки.

## Описание идола
Высота 1,20 м, туловище 0,6 и 0,7 м. Вес 150—200 кг. Дерево — дуб. Предварительно датируется VI—XII веками. Скептики считают, что идол может оказаться продуктом народного творчества советского периода. Предположительно, это изваяние Велеса или Перуна.

## Экспертиза
По сообщению заведующей центром истории доиндустриального общества из Института истории НАН Белоруссии, возраст идола составляет не более 30 лет (~ 1988 год)..